# Pyae Phyo Aung
Pyae Phyo Aung (birmanisch ပြည့်ဖြိုးအောင်; * 8. Juli 1991) ist ein myanmarischer Fußballspieler.

## Karriere

### Verein
Pyae Phyo Aung steht seit mindestens 2017 beim Southern Myanmar FC unter Vertrag. Wo er vorher gespielt hat, ist unbekannt. Der Verein aus Mawlamyaing spielte in der ersten Liga des Landes, der Myanmar National League. Bis heute bestritt er 68 Erstligaspiele.